# Tardajos
Tardajos és un municipi de la província de Burgos a la comunitat autònoma de Castella i Lleó. Forma part de la comarca d'Alfoz de Burgos. Limita amb Las Quintanillas, Alfoz de Quintanadueñas, Villalbilla de Burgos, San Mamés, Rabé de las Calzadas i Frandovínez.

## Demografia
| 1900 |  | 1910 |  | 1920 |  | 1930 |  | 1940 |  | 1950 |  | 1960 |  | 1970 |  | 1975 |  | 1996 |  | 1997 |  | 2001 |  | 2004 |  | 2006 |
| ---- |  | ---- |  | ---- |  | ---- |  | ---- |  | ---- |  | ---- |  | ---- |  | ---- |  | ---- |  | ---- |  | ---- |  | ---- |  | ---- |
| 919  |  | 949  |  | 863  |  | 939  |  | 1036 |  | 1027 |  | 1025 |  | 811  |  | 747  |  | 745  |  | 712  |  | 635  |  | 622  |  | 761  |